# Antonio Borrometi
Antonio Borrometi (Modica, 27 maggio 1953 – Bologna, 19 gennaio 2022) è stato un politico italiano.

## Biografia
Laureato a Catania in giurisprudenza, era avvocato.
Nel 1991 si candidò all'Assemblea regionale siciliana, venendo eletto con 16.305 preferenze nella lista della Democrazia Cristiana nel collegio di Ragusa. Divenne capogruppo della DC a Palazzo dei Normanni. Dal 21 dicembre 1993 fece parte del 48º Governo della Regione Siciliana, diventando Assessore alla Sanità, ruolo ricoperto fino al 16 maggio 1995.
Con la dissoluzione della Democrazia Cristiana, entrò nel Partito Popolare Italiano.
Alle elezioni politiche del 21 aprile 1996 fu eletto deputato con l'Ulivo, come esponente del PPI: nella XIII Legislatura, alla Camera, fu segretario nella Giunta per le autorizzazioni a procedere in giudizio e componente del Comitato parlamentare per i procedimenti d'accusa. Nel 1998 divenne anche Segretario della II Commissione permanente Giustizia di Montecitorio.
Nel 2001 fu fra i fondatori della Margherita; nello stesso anno si ricandidò per la coalizione dell'Ulivo alle elezioni politiche alla Camera nel collegio uninominale di Modica, ottenendo il 37,5%, senza risultare eletto.
Nel 2009 fondò, presiedendola, l'associazione Popolari per la Sicilia.
Muore il 19 gennaio 2022 a Bologna, città nella quale era da tempo ricoverato.